# Giro di Svizzera 1978
Il Giro di Svizzera 1978, quarantaduesima edizione della corsa, si svolse dal 14 al 23 giugno su un percorso di 1 563 km ripartiti in 9 tappe (la quarta e la nona suddivise in due semitappe ciascuna) e un cronoprologo, con partenza a Spreitenbach e arrivo a Affoltern am Albis. Fu vinto dal belga Paul Wellens della Ti-Raleigh-Mc Gregor davanti agli svizzeri Ueli Sutter e Josef Fuchs.

## Tappe
| Tappa  | Data      | Percorso                                                    | km   | Vincitore di tappa | Leader cl. generale |
| ------ | --------- | ----------------------------------------------------------- | ---- | ------------------ | ------------------- |
| Prol.  | 14 giugno | Spreitenbach > Spreitenbach (cron. individuale)             | 4    | Gerrie Knetemann   | Gerrie Knetemann    |
| 1ª     | 15 giugno | Spreitenbach > Volketswil                                   | 198  | Gery Verlinden     | Gery Verlinden      |
| 2ª     | 16 giugno | Volketswil > Sciaffusa                                      | 170  | Dietrich Thurau    | Gery Verlinden      |
| 3ª     | 17 giugno | Sciaffusa > Oftringen                                       | 162  | Jan Raas           | Gery Verlinden      |
| 4ª-1ª  | 18 giugno | Oftringen > Soletta                                         | 123  | Henk Lubberding    | Roland Salm         |
| 4ª-2ª  | 18 giugno | Soletta > Balmberg (cron. individuale)                      | 12   | Michel Pollentier  | Ueli Sutter         |
| 5ª     | 19 giugno | Soletta > Bulle                                             | 188  | Freddy Maertens    | Ueli Sutter         |
| 6ª     | 20 giugno | Bulle > Grächen                                             | 178  | Giovanni Battaglin | Ueli Sutter         |
| 7ª     | 21 giugno | Grächen > Lugano                                            | 192  | Giovanni Battaglin | Ueli Sutter         |
| 8ª     | 22 giugno | Lugano > Glarona                                            | 218  | Giovanni Battaglin | Paul Wellens        |
| 9ª-1ª  | 23 giugno | Glarona > Affoltern am Albis                                | 98   | Giancarlo Bellini  | Paul Wellens        |
| 9ª-2ª  | 23 giugno | Affoltern am Albis > Affoltern am Albis (cron. individuale) | 20   | Michel Pollentier  | Paul Wellens        |
| Totale | Totale    | Totale                                                      | 1563 |                    |                     |

## Dettagli delle tappe

### Prologo
- 14 giugno: Spreitenbach > Spreitenbach (cron. individuale) – 4 km

| Pos. | Corridore         | Squadra    | Tempo |
| ---- | ----------------- | ---------- | ----- |
| 1    | Gerrie Knetemann  | TI-Raleigh | 5'02" |
| 2    | Bruno Wolfer      | Zonca      | a 1"  |
| 3    | Michel Pollentier | Flandria   | s.t.  |

| Pos. | Corridore         | Squadra    | Tempo |
| ---- | ----------------- | ---------- | ----- |
| 1    | Gerrie Knetemann  | TI-Raleigh | 5'02" |
| 2    | Bruno Wolfer      | Zonca      | a 1"  |
| 3    | Michel Pollentier | Flandria   | s.t.  |

### 1ª tappa
- 15 giugno: Spreitenbach > Volketswil – 198 km

| Pos. | Corridore           | Squadra    | Tempo    |
| ---- | ------------------- | ---------- | -------- |
| 1    | Gery Verlinden      | Ijsboerke  | 4h32'48" |
| 2    | Johan van der Velde | TI-Raleigh | s.t.     |
| 3    | André Chalmel       | Renault    | s.t.     |

| Pos. | Corridore      | Squadra   | Tempo    |
| ---- | -------------- | --------- | -------- |
| 1    | Gery Verlinden | Ijsboerke | 4h37'57" |

### 2ª tappa
- 16 giugno: Volketswil > Sciaffusa – 170 km

| Pos. | Corridore       | Squadra   | Tempo    |
| ---- | --------------- | --------- | -------- |
| 1    | Dietrich Thurau | Ijsboerke | 3h59'01" |
| 2    | Pierino Gavazzi | Zonca     | s.t.     |
| 3    | Yvon Bertin     | Renault   | s.t.     |

| Pos. | Corridore      | Squadra   | Tempo    |
| ---- | -------------- | --------- | -------- |
| 1    | Gery Verlinden | Ijsboerke | 8h36'58" |

### 3ª tappa
- 17 giugno: Sciaffusa > Oftringen – 162 km

| Pos. | Corridore       | Squadra     | Tempo    |
| ---- | --------------- | ----------- | -------- |
| 1    | Jan Raas        | TI-Raleigh  | 4h27'49" |
| 2    | Bert Scheuneman | Bode deuren | a 9"     |
| 3    | Dietrich Thurau | Ijsboerke   | s.t.     |

| Pos. | Corridore      | Squadra   | Tempo     |
| ---- | -------------- | --------- | --------- |
| 1    | Gery Verlinden | Ijsboerke | 13h04'47" |

### 4ª tappa - 1ª semitappa
- 18 giugno: Oftringen > Soletta – 123 km

| Pos. | Corridore       | Squadra     | Tempo    |
| ---- | --------------- | ----------- | -------- |
| 1    | Henk Lubberding | TI-Raleigh  | 2h57'49" |
| 2    | Erwin Lienhard  | Selle Royal | s.t.     |
| 3    | Freddy Maertens | Flandria    | a 21"    |

| Pos. | Corridore   | Squadra | Tempo |
| ---- | ----------- | ------- | ----- |
| 1    | Roland Salm | Jelmoli |       |

### 4ª tappa - 2ª semitappa
- 18 giugno: Soletta > Balmberg (cron. individuale) – 12 km

| Pos. | Corridore         | Squadra  | Tempo  |
| ---- | ----------------- | -------- | ------ |
| 1    | Michel Pollentier | Flandria | 26'52" |
| 2    | Ueli Sutter       | Zonca    | a 24"  |
| 3    | Albert Zweifel    | Jelmoli  | a 41"  |

| Pos. | Corridore         | Squadra    | Tempo     |
| ---- | ----------------- | ---------- | --------- |
| 1    | Ueli Sutter       | Zonca      | 16h30'28" |
| 2    | Paul Wellens      | TI-Raleigh | a 29"     |
| 3    | Michel Pollentier | Flandria   | a 1'04"   |

### 5ª tappa
- 19 giugno: Soletta > Bulle – 188 km

| Pos. | Corridore       | Squadra   | Tempo    |
| ---- | --------------- | --------- | -------- |
| 1    | Freddy Maertens | Flandria  | 4h37'43" |
| 2    | Dietrich Thurau | Ijsboerke | s.t.     |
| 3    | Bruno Wolfer    | Zonca     | s.t.     |

| Pos. | Corridore         | Squadra    | Tempo     |
| ---- | ----------------- | ---------- | --------- |
| 1    | Ueli Sutter       | Zonca      | 21h08'11" |
| 2    | Paul Wellens      | TI-Raleigh | a 29"     |
| 3    | Michel Pollentier | Flandria   | a 1'04"   |

### 6ª tappa
- 20 giugno: Bulle > Grächen – 178 km

| Pos. | Corridore          | Squadra  | Tempo    |
| ---- | ------------------ | -------- | -------- |
| 1    | Giovanni Battaglin | Fiorella | 4h24'34" |
| 2    | Pierino Gavazzi    | Zonca    | a 39"    |
| 3    | Marc Demeyer       | Flandria | s.t.     |

| Pos. | Corridore         | Squadra    | Tempo     |
| ---- | ----------------- | ---------- | --------- |
| 1    | Ueli Sutter       | Zonca      | 25h34'40" |
| 2    | Paul Wellens      | TI-Raleigh | a 42"     |
| 3    | Michel Pollentier | Flandria   | a 1'04"   |

### 7ª tappa
- 21 giugno: Grächen > Lugano – 192 km

| Pos. | Corridore          | Squadra  | Tempo    |
| ---- | ------------------ | -------- | -------- |
| 1    | Giovanni Battaglin | Fiorella | 4h51'17" |
| 2    | Carmelo Barone     | Fiorella | a 25"    |
| 3    | Mariano Martínez   | Jelmoli  | s.t.     |

| Pos. | Corridore         | Squadra    | Tempo     |
| ---- | ----------------- | ---------- | --------- |
| 1    | Ueli Sutter       | Zonca      | 30h26'39" |
| 2    | Paul Wellens      | TI-Raleigh | a 42"     |
| 3    | Michel Pollentier | Flandria   | a 1'04"   |

### 8ª tappa
- 22 giugno: Lugano > Glarona – 218 km

| Pos. | Corridore            | Squadra  | Tempo    |
| ---- | -------------------- | -------- | -------- |
| 1    | Giovanni Battaglin   | Fiorella | 6h30'03" |
| 2    | Josef Fuchs          | Fiorella | a 2"     |
| 3    | Vicente López Carril | KAS      | s.t.     |

| Pos. | Corridore    | Squadra    | Tempo     |
| ---- | ------------ | ---------- | --------- |
| 1    | Paul Wellens | TI-Raleigh | 36h57'26" |
| 2    | Ueli Sutter  | Zonca      | a 1'12"   |
| 3    | Josef Fuchs  | Fiorella   | a 1'38"   |

### 9ª tappa - 1ª semitappa
- 23 giugno: Glarona > Affoltern am Albis – 98 km

| Pos. | Corridore              | Squadra   | Tempo    |
| ---- | ---------------------- | --------- | -------- |
| 1    | Giancarlo Bellini      | Zonca     | 2h18'22" |
| 2    | Piero Spinelli         | Zonca     | a 2"     |
| 3    | Gustaaf Van Roosbroeck | Ijsboerke | s.t.     |

| Pos. | Corridore    | Squadra    | Tempo     |
| ---- | ------------ | ---------- | --------- |
| 1    | Paul Wellens | TI-Raleigh | 39h16'52" |
| 2    | Ueli Sutter  | Zonca      | a 1'12"   |
| 3    | Josef Fuchs  | Fiorella   | a 1'38"   |

### 9ª tappa - 2ª semitappa
- 23 giugno: Affoltern am Albis > Affoltern am Albis (cron. individuale) – 20 km

| Pos. | Corridore         | Squadra    | Tempo  |
| ---- | ----------------- | ---------- | ------ |
| 1    | Michel Pollentier | Flandria   | 26'57" |
| 2    | Ueli Sutter       | Zonca      | a 4"   |
| 3    | Gerrie Knetemann  | TI-Raleigh | s.t.   |

| Pos. | Corridore    | Squadra    | Tempo     |
| ---- | ------------ | ---------- | --------- |
| 1    | Paul Wellens | TI-Raleigh | 39h44'47" |
| 2    | Ueli Sutter  | Zonca      | a 18"     |
| 3    | Josef Fuchs  | Fiorella   | a 1'19"   |

## Classifiche finali

### Classifica generale
| Pos. | Corridore         | Squadra                    | Tempo     |
| ---- | ----------------- | -------------------------- | --------- |
| 1    | Paul Wellens      | Ti-Raleigh-Mc Gregor       | 39h44'47" |
| 2    | Ueli Sutter       | Zonca                      | a 18"     |
| 3    | Josef Fuchs       | Fiorella-Mocassini-Citroen | a 1'19"   |
| 4    | Hennie Kuiper     | Ti-Raleigh-Mc Gregor       | a 1'48"   |
| 5    | Godi Schmutz      | Willora-Piz Buin           | a 3'31"   |
| 6    | Mariano Martínez  | Jelmoli-Hugo Koblet Rad    | a 4'00"   |
| 7    | Francisco Galdós  | KAS                        | a 4'15"   |
| 8    | Michel Pollentier | Flandria-Velda-Lano        | a 4'34"   |
| 9    | Erwin Lienhard    | Selle Royal-Inoxpran       | a 4'38"   |
| 10   | Albert Zweifel    | Jelmoli-Hugo Koblet Rad    | a 7'02"   |